# Como tú no hay 2
 (juillet 2020).
Si vous disposez d'ouvrages ou d'articles de référence ou si vous connaissez des sites web de qualité traitant du thème abordé ici, merci de compléter l'article en donnant les références utiles à sa vérifiabilité et en les liant à la section « Notes et références ».
 (juillet 2020).
Como tú no hay 2 est une telenovela comédie romantique mexicaine écrite par Ximena Suárez (es), produite par W Studios (es) en collaboration avec Lemon Studios (es) pour Televisa et Univisión. Elle est diffusée entre le 24 février et le 5 juin 2020 sur la chaine Las Estrellas.

## Synopsis
Antonio Cortes et Ricardo Reyes Alonso (Adrián Uribe), sont deux hommes qui vivent dans des mondes sociaux et économiques différents. Antonio, que tout le monde appelle affectueusement "Toño", est un pauvre homme qui vit dans un quartier modeste de Mexico à côté de sa mère Luz María "Luchita" (Azela Robinson) et de sa sœur Renata (Lorena Graniewicz), tandis que son père, Félix Cortés "El Bacalao", est un voleur, un opportuniste et un homme à double face qui est en prison, ce qui l'aggrave par des ruses. 
Toño travaille comme serveur dans un magasin mexicain de nourriture et de collations dans son marché de quartier et il est d'un caractère joyeux et sociable. D'autre part, Ricardo est un homme riche qui vit dans un luxueux manoir dans le quartier riche de la ville. Il est le nouveau président de la société Reyes Alonso, une entreprise prospère dédiée aux investissements. Son caractère est froid et sérieux. Mais les deux ont quelque chose en commun, car ils sont physiquement identiques. Antonio et Ricardo sont deux frères jumeaux qui ont été séparés à la naissance par leur propre père et qui ont vécu des vies complètement opposées. Mais un jour, au centre historique de Mexico, Ricardo est heurté par un camion après avoir vu Toño, qui a été témoin de l'accident, ce qui amène les deux frères à échanger leur vie et chacun commence à vivre la vie de l'autre. 
Toño volontairement usurpe la place de Ricardo parmi les Reyes Alonso et Ricardo est incapable de se souvenir de l'accident. Deux femmes apparaissent dans leur nouvelle vie. Toño rencontre Natalia Lira (Claudia Martín), une belle femme qui travaille dans la même entreprise que Ricardo, qui est aussi sa fiancée. Ils allaient se marier le jour même de l'accident. D'une part, Toño tombe amoureux d'elle au premier regard, ce qui le décide à se faire passer pour Ricardo. D'autre part, Ricardo rencontre Fabiana Orozco (Estefanía Hinojosa), une humble jeune femme qui travaille comme réceptionniste dans une compagnie de taxis, qui vit avec sa mère, Amelia Campos (María Fernanda García) qui est prêtresse de la secte "La flama divina", son frère Adán (Juan Pablo Gil) et son père Edgar (Héctor Holten), qui possède un magasin de poulets sur le marché de la colonie, en plus d'être un voisin de Toño et de sa famille. Fabiana a toujours été amoureuse de Toño. Mais cet amour n'a jamais été réciproque, jusqu'à ce que Ricardo soit un Toño amnésique, apparaisse dans sa vie. Les deux jumeaux échangent des vies et des amours, qui s'emtremêleront incroyablement, et chercheront même la vérité sur leur passé.

## Distribution
- Claudia Martin : Natalia Vargas
- Adrian Uribe : Don Antonio Cortes
- Adrian Uribe : Don Ricardo Cortes"
- Aylín Mújica : Oriana Jasso
- Ferdinando Valencia : Don Damián Fuentes

- Azela Robinson : Luz María Jasso
- Alejandro Ávila : Don Germán Muñoz
- Sergio Reynoso : Don Félix Cortés"
- María Fernanda García : Amelia Campos "La Pastora"
- Gerardo Murguía : Claudio Reyes Alonso
- Lore Graniewicz : Renata Cortés
- Leticia Huijara : Sol Morales
- Henry Zakka : Federico "Fede" Mercurio
- Juan Pablo Gil : Adán Orozco Campos
- Jessica Díaz : Tina Rebolledo

## Production
Initialement, le 22 septembre 2019, avant le début des enregistrements, Adrián Uribe a été confirmé dans le rôle principal, aux côtés de Claudia Martín et Ferdinando Valencia, en tant que premiers acteurs à rejoindre la production. Quelques jours plus tard, la production a commencé les enregistrements le 26 septembre 2019, donnant le clap officiel et confirmant Aylín Mújica, Lorena Graniewicz, Gabriela Carrillo, Carlos Said, Ramiro Tomasini, entre autres membres de la distribution. 
La production est une nouvelle adaptation de l'histoire chilienne " Amores de mercado " créée par Fernando Aragón , dont la version la plus récente était «¿Quién es quién?» par Telemundo en 2015.  Il est écrit et adapté par l'écrivain Ximena Suárez , ce qui est le premier feuilleton comique coproduit par W Studios et Lemon Studios, avec Carlos Bardasano comme producteur exécutive.
Le 17 février 2020, sur le site officiel de Las Estrellas, l'actrice Jessica Díaz, en plus d'être confirmée dans la distribution, elle interprétera le thème officiel du feuilleton, qui sera disponible sur les plateformes numériques le 25 février 2020.  La présentation officielle de la production à la presse était le 20 février 2020.  La production du feuilleton a rapidement terminé ses enregistrements le 18 mars 2020 en raison de la pandémie de COVID-19 au Mexique .